# Piece (新垣結衣單曲)
《piece》是日本女歌手新垣結衣，於2009年2月25日所推出的第三張單曲碟。

## 收錄歌曲
1. piece
  - 作詞・作曲：川江美奈子
2. 光芒
  - 作詞：新垣結衣/作曲:知野芳彦
3. 獻給你（あなたに）
  - 作詞：上江冽清作/作曲：MONGOL800
4. piece（清唱版）
  - 作詞・作曲：川江美奈子
5. piece（instrumental）
  - 作詞・作曲：川江美奈子

## 外部連結
- 官方網站（初回限定版A）
- 官方網站（初回限定版B）
- 官方網站（通常版）